# Runaway (песня OneRepublic)
«Runaway» — сингл американской поп-рок группы OneRepublic, выпущенная на лейблах Mosley и Interscope Records 26 мая 2023 года. Акустическая версия песни была выпущена 18 августа 2023 года. Он включён в качестве четвёртого сингла с шестого студийного альбома группы Artificial Paradise (2024).

## История создания
«Runaway» была написана участниками группы Райаном Теддером и Брентом Катцлом, а также Беном Самамой, Джонни Симпсоном, Ноланом Сайпом и Джошем Варнадором. Её также спродюсировали Катцл, Самама, Лорен Ферард и Джон Натаниэль. Текст песни описывает избавление от страхов и трудностей, чтобы наслаждаться и терять себя в новых вещах и опыте. За несколько дней до её выпуска группа разместила тизеры в социальных сетях для продвижения песни. Существует распространённое заблуждение, что в треке используется сэмпл из Doin’ It Right группы Daft Punk, но это музыкальный эффект под названием Interpolation, когда OneRepublic воссоздали звук, фактически не используя сэмпл оригинала.

## Клип
Премьера музыкального видеоклипа на песню «Runaway» состоялась 26 мая 2023 года, режиссером выступил Томас Уитмор. В видео участники группы отдыхают, записываются и выступают в различных городах и странах Азии, таких как Манила, Гонконг, Джакарта, Сингапур, Куала-Лумпур, Бангкок, Тайбэй и Токио. Видеозапись выступления была записана и исполнена на вершине Marina Bay Sands в Сингапуре и выпущена 20 июля. Музыкальное видео на акустическую версию песни было выпущено 23 августа и содержит такие же клипы, как и оригинал.

## Список композиций
- Digital download[1]

1. «Runaway» — 2:23

- Digital download — Acoustic[2]

1. «Runaway» (Acoustic) — 2:22

## Участники записи
Музыканты
- Райан Теддер — вокал
- Зак Филкинс — гитара
- Дрю Браун — ритм-гитара
- Брент Катцл — бас, программирование
- Эдди Фишер — барабаны, перкуссия
- Брайан Уиллетт — клавишные

Дополнительные музыканты
- Джо Хендерсон — перкуссия
- Джон Натаниэль — бэк-вокал, программирование
- Бен Самама — бэк-вокал
- Уилл Вон — гитара

Продюсирование
- Лорен Ферард — продюсирование
- Джо Хендерсон — инжиниринг
- Брент Катцл — продюсирование
- Джон Натаниэль — продюсирование, микширование, инжиниринг
- Бен Самама — продюсирование
- Томас Уолсли — инжиниринг

## Позиция в хит-парадах

### Еженедельные хит-парады
| Хит-парад (2023)                   | Наивысшая позиция |
| ---------------------------------- | ----------------- |
| Бельгия/Фландрия (Ultratop 50)     | 9                 |
| Бельгия/Валлония (Ultratop 50)     | 9                 |
| Estonia Airplay (TopHit)           | 9                 |
| Франция (SNEP)                     | 57                |
| Венгрия (Rádiós Top 40)            | 34                |
| Нидерланды (Single Top 100)        | 26                |
| Нидерланды (Dutch Top 40)          | 6                 |
| New Zealand Hot Singles (RMNZ)     | 6                 |
| Сан-Марино (SMRRTV Top 50)         | 3                 |
| США (Billboard Adult Contemporary) | 26                |
| США (Billboard Adult Pop Airplay)  | 8                 |
| США (Billboard Pop Airplay)        | 29                |

### Ежемесячные чарты
| Хит-парад (2023)         | Наивысшая позиция |
| ------------------------ | ----------------- |
| Estonia Airplay (TopHit) | 14                |

### Хит-парады на конец года
| Хит-парад (2023)         | Позиция |
| ------------------------ | ------- |
| Estonia Airplay (TopHit) | 35      |

| Хит-парад (2024)               | Позиция |
| ------------------------------ | ------- |
| Бельгия (Ultratop 50 Flanders) | 84      |
| Estonia Airplay (TopHit)       | 141     |

## Сертификация
| Регион                                                                      | Сертификация | Продажи |
| --------------------------------------------------------------------------- | ------------ | ------- |
| Бельгия (BEA)                                                               | Золотой      | 20 000  |
| Франция (SNEP)                                                              | Платиновый   | 200 000 |
| Польша (ZPAV)                                                               | Золотой      | 25 000  |
| Данные о продажах + прослушиваниях приведены только на основе сертификации. |              |         |